# بریجپورت (تگزاس)
بریجپورت، تگزاس(به انگلیسی: Bridgeport, Texas) شهری در ایالت تگزاس از ایالات جنوبی ایالات متحده آمریکا است. در سرشماری سال ۲۰۰۰، جمعیت این شهر ۴۳۰۹ نفر اعلام شد.